# Asser Thorkilsson
Asser Thorkilsson o Ascer, (Lund, 1055 – Lund, 5 maggio 1137) è stato un arcivescovo cattolico danese.

## Biografia
Nulla si conosce sulla sua vita fino al 1089 se non che era figlio di Thorkil (Svend) Thrugotsen e di sua moglie Inge. Fu vescovo di Lund dal 1089 e quindi primo arcivescovo dell'arcidiocesi di Lund dal 1104 fino alla sua morte.
Morì a Lund il 5 maggio 1137.

## Successione apostolica
La successione apostolica è:
- Vescovo Ketil Þorsteinsson (1122)
- Vescovo Arnaldur (1124)
- Vescovo Magnús Einarsson (1133)